# Belimumab
Belimumab, venut comercialment sota la marca Benlysta, és un anticòs monoclonal humà que inhibeix el factor activant de cèl·lules B (BAFF), també conegut com a estimulador de limfòcits B (BLyS en anglès). És aprovat per al seu ús terapèutic en els Estats Units, el Canadà, i Europa com a tractament del lupus eritematós sistèmic (LES).
Els efectes secundaris més comuns inclouen les infeccions bacterianes, com la bronquitis (infecció pulmonar) i la infecció del tracte urinari (estructures que produeixen o porten l'orina), diarrea i nàusees. Les infeccions acostumen a ser més comunes en la població infantil.

## Usos mèdics
El belimumab es fa servir principalment en pacients amb lupus eritematós sistèmic. Quan s'hi va introduir en 2011, va ser el primer medicament en aprovar-se per al lupus després de 56 anys. Els ingressos del medicament creixeren a 31.2 milió de dòlars en el primer trimestre de 2012.
Els estudis clínics van trobar que el belimumab era segur per al tractament del lupus, però la magnitud dels seus beneficis és xicoteta, i els estudis de la fase III inclogueren casos més severs de lupus, involucrant dany al ronyó i cervell. Els experts de la FDA americana van expressar la seua preocupació perquè el medicament era només "marginalment efectiu" i van destacar que hi havia més morts en el grup que reberen la medicació que en el grup de control. Els defensors van dir que, a més de la seua eficàcia modesta, el belimumab permetia als pacients reduir significativament l'ús de corticoesteroides.
No es va poder demostrar la seua eficàcia per a l'artritis reumatoide en estudis de fase II. Era moderadament efectiu en estudis de fase II per a pacients de la síndrome de Sjögren.

## Efectes secundaris i interaccions
Els efectes adversos més reportats amb belimumab inclouen les nàusees, la diarrea, i febre, així com hipersensibilitat i infeccions en el lloc d'administració, que van ser severes en un 0.9% dels pacients. Les agències reguladores recomanen que els pacients siguen tractats amb antihistamínics prèviament a rebre una infusió de belimumab.
Com que el belimumab és un immunosupressor, les infeccions més severes i les morts eren més comunes entre els pacients tractats amb el medicament que aquells que van rebre placebo.
No s'han dut a terme estudis d'interacció, però combinar belimumab amb altres immunosupressors, especialment aquells que ataquen limfòcits B, com les teràpies anti-CD20, podrien augmentar el risc d'infeccions severes. Així mateix, es desrecomana combinar belimumab amb ciclofosfamida intravenosa o vacunes vives.

## Mecanisme d'acció

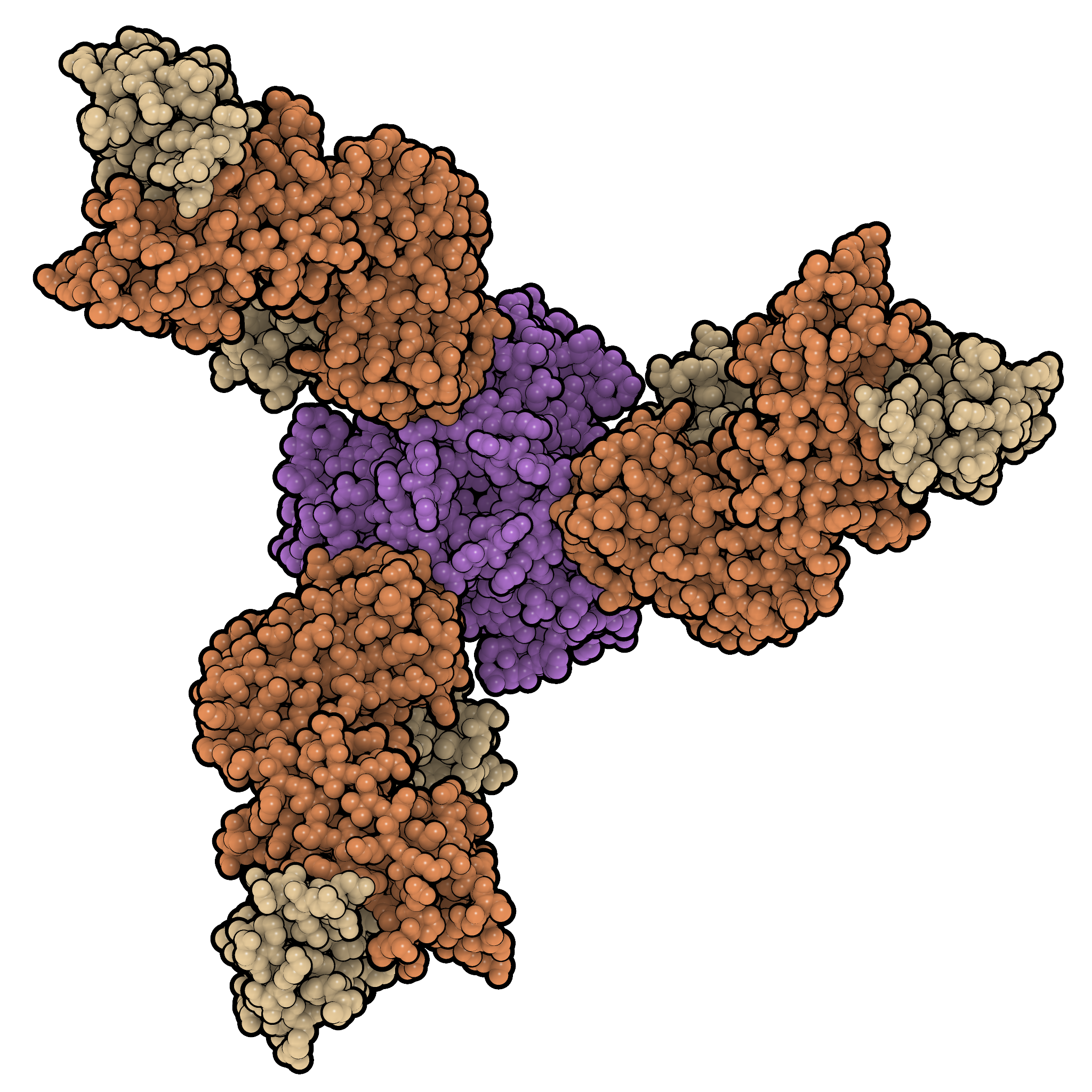
Model de rebliment d'espai que il·lustren tres molècules de belimumab (marró/carabassa) lligant un homotrimer de BAFF..

Els limfòcits B (o cèl·lules B) són responsables de la resposta immune normal. Són les culpables de la resposta excessiva que es pot veure en malalties autoimmunes com el lupus. Les cèl·lules B es desenvolupen en la medul·la òssia i continuen madurant perifèricament en els òrgans limfoides secundaris i en els intestins. Quan les cèl·lules B autoimmunes ataquen els teixits propis del cos, normalment es destrueixen per suïcidi cel·lular (apoptosi). Els investigadors han teoritzat que el lupus apareix quan les cèl·lules B autoimmunes proliferen i els factors de supervivència prevenen el suïcidi cel·lular.
El factor activador de cèl·lules B (BAFF), també anomenat estimulador de limfòcits B (BLyS), és necessari per al desenvolupament i la supervivència de les cèl·lules B. En pacients amb lupus, el BAFF es troba sobreexposat, i pot causar la proliferació i supervivència de cèl·lules B autoimmunes. El belimumab es lliga al BAFF i evita que s'unisca a les cèl·lules B. Sense BAFF, les cèl·lules B se suïciden i ja no contribueixen al dany autoimmune del LES.
El BAFF és secretat per una varietat de cèl·lules: monòcits i macròfags, medul·la òssia, cèl·lules estromàtiques; astròcits en determinats glioblastomes; sinoviòcits en l'artritis reumatoide; i cèl·lules epiteliars en la síndrome de Sjörgen. Interactua amb tres receptors membranosos en els limfòcits B:
- BAFF-R (Receptor BAFF)
- BCMA (Antigen de maduració de les cèl·lules B)
- TACI (activador transmembranal i modulador de calci i interactor de la modulació de la lligadura de ciclofilina)

Quan el BAFF es lliga amb el BAFF-R i BMCA en les cèl·lules B, els nivells de Bcl-2, un fator de supervivència, creixen. Quan tots tres receptors BAFF s'estimulen, els nivells de NF kappa B, que contribueix a la proliferació cel·lular la seua diferenciació, creixen en el nucli.
Un altre activador de cèl·lules B similar al BAFF és l'APRIL (Lligams inductors de proliferació A), però l'APRIL activa només el BCMA i el TACI, no el BAFF-R.
El belimumab redueix el nombre de cèl·lules B, però els anticossos monoclonals anti-CD20 en redueix la quantitat encara més. És possible que el belimumab es lliga primàriament al BAFF soluble en circulació i aleshores no indueix citotoxicitat mediada per cèl·lules dependents dels anticossos, que podria ser esperable d'aquest anticòs de mena IgG1.[Cal una citació més recent.]

## Història i descobriment
El factor activador de cèl·lules B és una proteïna natural que va ser descoberta per investigadors del National Jewish Health (abans conegut com a National Jewish Medical and Research Center) i la Universitat de Colorado, que de forma conjunta publicaren un article amb les seues troballes en maig de 1999, anomenant-la proteïna TALL-1. La mateixa proteïna es va anomenar BAFF en un altre article publicat en juny de 1999, i en un altre article de juliol d'aquell any, Human Genome Sciences (HGS) s'hi referia com a BLyS (abreviatura d'estimulador de limfòcits B en anglés). Sis anys després, es van publicar investigacions que van mostrar el rol important del BLyS en la diferenciació, l'activació i la supervivència de les cèl·lules B.
En octubre de 2000, HGS i Cambridge Antibody Technology (CAT) acordaren desenvolupar conjuntament anticossos monoclonals que apuntaven al BLyS. Sota aquest acord, CAT identificaria anticossos i HGS seleccionaria els apropiats per a fer estudis clínics. En 2003, els investigadors del CAT van mostrar que, fent servir tecnologia que mostrava els fagus, havien trobat un conjunt de més de 1.000 anticossos, la meitat dels quals inhibien el lligament de BLyS al seu receptor. Més tard aquest any, es va aconseguir aïllar un dels anticossos i va ser caracteritzat. Va ser anomenat LymphoStat-B i subseqüentment belimumab.
L'agost de 2006, HGS i GlaxoSmithKline (GSK) van entrar en un acord de desenvolupament i negociació conjunt en què HGS faria estudis de fase III per a belimumab amb assistència de GSK. Les companyies compartirien de forma equitativa els costos de desenvolupament dels estudis de fase III/IV, venda i màrqueting, i els beneficis de qualsevol producte desenvolupat gràcies a l'acord. El 13 de febrer de 2007, HGS i GSK van anunciar l'inici del primer de dos estudis clínics de fase III de belimumab amb lupus eritematós actiu.
Dos estudis clínics de fase III es van dur a terme, involucrant un total de 1684 pacients amb una puntuació igual o superior a sis en el rànquing SELENA-SLEDAI d'activitat de la malaltia. L'objectiu primari era una redacció superior o igual a quatre en aquest test, i alguns altres factors, després de 52 setmanes. El belimumab va millor significament la taxa de resposta, reduïa l'activitat de la malaltia i els brots severs, i era molt ben tolerat pels pacients. Entre els pacients tractats amb belimumab (10mg/kg) a més de la teràpia estàndard, un 58% tingueren un descens en la puntuació SELENA-SLEDAI, comparat a un 48% dels pacients tractats amb placebo. No obstant això, els pacients afroamericans o africans no van respondre significativament al belimumab.
Aquests estudis no inclogueren els pacients amb la forma més severa de lupus, que inclou dany als ronyons o al sistema nerviós central. Els pacients amb malaltia de ronyó activa van ser inclosos en la fase II. dels estudis.

## Autorització
Amb el nom comercial de Benlysta, el belimumab va rebre autorització de la FDA per al tractament del lupus el 9 de març de 2011. Va ser aprovat tot i les preocupacions de diversos membres del comitè de consulta perquè una millora de 4 punts en l'escala SELENA-SLEDAI era marginal, i les reserves sobre les morts addicionals en el grup amb tractament. Es va aprovar de forma seguida en el Canadà i Europa.
Seguint el nombre necessari per tractar, aproximadament onze pacients s'han de tractar perquè un en reba un benefici.

## Cost
En un centre acadèmic estàndard nord-americà, el cost per al primer any de tractament amb belimumab és de 28.000$. El belimumab és molt més car que altres medicaments utilitzats per a tractar el lupus, incloent la prednisona (140$ a l'any), la hidroxicloroquina (132$), el metotrexat oral (432$), l'azatioprina (468$), i el micofenolat mofetil (1224$).
Al Regne Unit, el National Institute for Health and Care Excellence va calcular que el cost del belimumab és de 61200£ per anys de vida adjustat per qualitat (QALY). Açò supera el nivell de cost acceptat normalment de 20000£ o 30000£ por QALY. El productor va oferir al NIH un descompte de quantitat desconeguda, que encara no aconseguia complir el rang acceptat.

## Medicaments similars
Blisibimod, un inhibidor de BAFF soluble i adherit a les membranes, ha demonstrat reduccions similars de cèl·lules B en estudis clínics. No obstant això, no va aconseguir acomplir els objectius primaris dels estudis en fase 3 l'any 2018.
BR3-Fc, una proteïna de fusió recombinant construïda amb la porció lligant extracel·lular de BAFF-R, bloquea l'activació d'aquest receptor per BLyS i està en desenvolupament farmacètuic temprà
Rituximab, un anticòs monoclonatl anti-CD20, ha estat aprovat per alguns casos. Ocrelizumab, ofatumumab, i monoclonals anti-CD20 de "tercera generació", es troben en desenvolupament
Altres medicaments dirigits a la hiperactivitat de limfòcits B inclouen l'atacicept, una proteïna de fusió recombinant que es construeix amb la porció del lligam extracel·lular de TACI i bloqueja la seua activació per part d'APRIL i BLyS. Ha fracassat un estudi fase II per a l'esclerosi múltiple.